# Dolmen de Tremeca
Le dolmen de Tremeca est un dolmen  situé sur la commune de Casaglione en Corse-du-Sud.

## Description
Il est signalé en 1966 par Roger Grosjean. Il a été édifié sur un petit plateau constituant un axe de passage. La construction du dolmen est assez rudimentaire. Il mesure plus de 3 m de long sur 2 m de large et 1,20 m de haut. La chambre est délimitée par quatre blocs à l'état brut et une dalle de couverture, non régularisée, en granite.  On ne sait pas si le dolmen était à l'origine recouvert d'un tumulus.